# Sweziella pictilipennata
Sweziella pictilipennata är en tvåvingeart som först beskrevs av Joaquin A. Tenorio 1969.  Sweziella pictilipennata ingår i släktet Sweziella och familjen styltflugor. Inga underarter finns listade i Catalogue of Life.